# Pérgamos
Pérgamos är en ort i Cypern.   Den ligger i distriktet Eparchía Lárnakas, i den östra delen av landet, 30 km öster om huvudstaden Nicosia. Pérgamos ligger 85 meter över havet och antalet invånare är 15 000. Den ligger på ön Cypern.
Terrängen runt Pérgamos är platt, och sluttar österut. Närmaste större samhälle är Larnaca, 15,3 km sydväst om Pérgamos. 